# Tužina
Tužina este o comună slovacă, aflată în districtul Prievidza din regiunea Trenčín. Localitatea se află la altitudinea de 361 m deasupra n.m., se întinde pe o suprafață de 48,19 km2 și în 2017 număra 1.204 locuitori.

## Istoric
Localitatea Tužina este atestată documentar din 1393.

## Demografie
| An:                | 1994 | 2004   | 2014   | 2024   |
| ------------------ | ---- | ------ | ------ | ------ |
| Număr de persoane: | 1194 | 1219   | 1197   | 1214   |
| Diferență:         |      | +2,09% | −1,80% | +1,42% |

| An:                | 2023 | 2024   |
| ------------------ | ---- | ------ |
| Număr de persoane: | 1196 | 1214   |
| Diferență:         |      | +1,50% |